# Панйонион
Панйонийон е древногръцко светилище на Посейдон Хеликонийски, разположено на северните планннски склонове на нос Микале, близо до Милет в Йония. Всички членове на Йонийския съюз, съставен от дванадесет полиса в Йония, са го почитали.
Страбон пише, че за светилището се грижели жителите на Приене, отстоящ на около 15 км, от другата страна на Микале. Те управлявали церемониите и жертвоприношенията. Провеждал се и религиозен фестивал Панйония, но след като персите завладяват Йония, всички религиозни церемонии са прекратени. Тукидид съобщава, че в края на 5 век пр.н.е. йонийците провеждат фестивала си в Ефес.
При Александър Македонски в Панйонийон отново са провеждани игри и фестивал и това продължава да римско време, макар и да не достигат предишния мащаб.